# 希腊亚历山大体育竞技联盟
希腊亚历山大体育竞技联盟（希臘語：Αθλητική Ένωση Ελλήνων Αλεξανδρείας）是位于埃及亚历山大的希腊体育俱乐部，徽标写有“成立于1910年”（希臘語：Ιδρύθηκε το 1910）字样，画有双头鹰徽，涂有蓝白两色。该俱乐部后来与同样成立于 1910年的亚历山大希腊人足球俱乐部合并。在漫长的联盟历史中，该俱乐部共涵盖了男女足球、男女篮球、男女排球、体操、田径曲棍球和乒乓球等体育项目。
该俱乐部曾包揽埃及SEGAS锦标赛多项赛事的冠军。1939年7月，联盟正式发行了名为《体育回声》（Sports Enosis）的体育周刊，这一期刊直至1975年才停止发行。

## 竞技
作为埃及SEGAS锦标赛的头号热门，希腊亚历山大体育竞技联盟参加了更多在经典体育运动方面的全国锦标赛，其中也走出了许多知名运动员。俱乐部中许多人都在埃及各项运动的国家队中继续效力，其中包括铁饼与铅球运动员Gerolaimou与Hatzikostas、跳高、跳远运动员K. Varotsis和A. Lane及多次打破全埃及标枪记录的Vlastoudaki。
1955年，AEEA在埃及竞技运动会中获得6枚金牌、5枚银牌和7枚铜牌，以69分的成绩力压68分的开罗国民队。那一年的AEEA运动员名单中仅有一名埃及人，其他所有运动员都是外籍人士。 

## 足球
俱乐部麾下的足球队很早便在当地锦标赛中起步；当时埃及共分有开罗、亚历山大和苏伊士三大赛区锦标赛。 
后来，埃及陆续开始采用联赛赛制，AEEA参加了两年的埃及D级足球联赛。 1948-49赛季，AEEA在联赛中第一次以5胜7平8负、积17分的成绩排名第九；在下一个赛季中，他们以4胜6平8负、积14分的成绩排名第10位。 
1960年后，AEEA旗下的足球队开始参加亚历山大当地的比赛。

## 曲棍球
AEEA曲棍球队成立于1937年，是最早将这项运动带到埃及的团体之一。由于联盟缺少与英国人的基本沟通能力，队伍的第一场比赛在其与“法国联盟”进行之间展开；后来“法国联盟”解散，多数运动员均加入了AEEA。第二次世界大战结束前后，俱乐部也在埃及一系列曲棍球体育赛事中起到了相当重要的领军作用。 

## 乒乓球
AEEA乒乓球队中许多运动员主要参加侨民和亚历山大当地的联赛。其中比较出名的运动员阿列科斯·卡萨维茨 (Alekos Cassavetes) 曾于1948年成为埃及冠军；在移居澳大利亚后，他又在那里成为了当地的乒乓球冠军。 他曾随国家队参加了1939年的世界锦标赛，并在1950年的希腊个人锦标赛决赛中0-3落败，最终摘得亚军。1959年埃及乒乓球锦标赛中摘得冠军的年轻选手Psiakis亦来自AEEA乒乓球俱乐部。